# C.J. Hartman
Oy C.J. Hartman Ab är ett familjeföretag från Vasa och moderbolag för Hartman Group. I koncernen ingår även dotterbolaget Hartman Järn Ab och systerbolaget Oy Hartman Invest Ab. Hartman Järn har butiker i Esbo, Jakobstad, Karleby, Seinäjoki, och Vasa. Professionella byggare betjänas från kontor i Tammerfors och Esbo.

## Historia
Hartman har drivits av fem generationer av samma familj. Företagets grundare, Carl Johan Hartman, var tredje generationens företagare.

### 1862–1909 (Carl Johan Hartman)
År 1862 grundade Carl Johan Hartman, 24, kolonialvaruhandeln
 i utkanten av det nya torget. Lokalerna i Hovrättsesplanaden 15 hyrdes ut. Hartman var en tredje generationens entreprenör, hans farfar Johan Hartman var en ålderman som ägde flera bostadshus i Vasa, och hans far, Carl Fredrik Hartman, hade en livsmedelsbutik fram till 1825. I sin butik i utkanten av Vasa torg sålde han bland annat tyger, mat, ost, sprit, arbetsmaskiner samt punsch och likör som han själv tillverkade.   Butiken sålde också köksredskap, vattenklosetter, amerikanska såmaskiner, utländska kryddor och porslin. Butiken hade också en järnavdelning från början.   Hartman ägde också Lahti Ölbryggeri grundat av Niilo Lahti, som verkade i Vasa. Den producerade cirka 350 000 flaskor tysk typ av öl per år. 1869 köpte han affärsfastigheter från Hovrättsesplanaden 15 och Kyrkoesplanaden 1 av sin tidigare arbetsgivare, Nils Petter Åberg, som hamnat i ekonomiska svårigheter.   Hartman sålde ursprungligen lokala jordbruksprodukter till Sverige , men exporten upphörde 1876 . Butiken sålde ryska livsmedel, koloniala varor och metallindustriprodukter importerade från Västeuropa. Han började också distribuera inhemska industriprodukter.  Förutom Hartman hade butiken två försäljningsassistenter.
1881 inrättades en avdelning som sålde järnvaror och gjutgods. Butiken var en av Finlands tidigaste specialbutiker inom järnindustrin i Finland. Familjen förklarade att övergången från att sälja koloniala varor till järnaffär berodde troligen på två skäl. Först var det mindre konkurrens inom hårdvaruhandeln, medan alla sålde koloniala varor. Efterfrågan på byggmaterial ökade kraftigt när Gamla Vasa brann ner och staden byggdes om till sin nuvarande plats på Klemetsöhalvön. Hartman och Viktor Schauman tog över Pohjola Bränneris konkursbo 1883. Samtidigt fick företaget tillstånd att producera sprit. År 1888 tilldelades Hartman titeln handelsråd för sitt arbete för handeln och industrin i Vasa.
År 1890 såldes Lahti Ölbryggeri till Bocks Bryggeri Ab. Under de första 30 åren var kolonialhandeln ett handelshus som importerade och exporterade, sålde mat, järngods, tobak, sprit, tyger och porslin. På 1890-talet anställde Hartman 15 arbetare som arbetade från sju på morgon till sju på kvällen. 1892  överskred järnavdelningens omsättning den sammanlagda omsättningen för alla andra avdelningar, och i tidningsannonser ändrades C. J. Hartmans kolonialhandel till C. J. Hartmans Jernboda. Lagstiftningen påskyndade specialiseringen inom järnvaruhandeln. Försäljningen av koloniala varor stoppades när myndigheterna krävde att livsmedelsavdelningen skulle separeras från järnaffären: ostar och terpentin kunde inte säljas i samma butik. Försäljningen av importerade viner upphörde i början av 1900-talet.

### 1910–1936 (Erik Hartman)
År 1910 gick verksamheten vidare till 72-åringen  Carl Johans yngste son, Erik Hartman, som hade utsetts till handelsman av sin far, trots att han hade drömt om att bli arkitekt. Enligt familjen "hämnades" han sin far genom att låta bygga Hartmans affärshus ett handelspalats i granit i Vasa centrum, designat av Kauno Kallio, istället för sin fars butik. Kallio hade gått på Lyceum i Vasa. Byggnadens bärande struktur var baserad på ett pelar- och balksystem av armerad betong. Huset var ett av de första betonghusen i Finland med pelare och balk som bärande konstruktion, betongkonstruktionerna uppfördes av det svenska byggföretaget Kreuger & Toll, under ledning av den berömda affärsmannen och finansgeniet Ivar Kreuger. Byggnadens två stora kupoltak var också unika i Finland. De var inte avsedda att användas som sådana, utan för att balansera upp den i övrigt massiva byggnaden. År 1912 slutfördes den första delen av huset och verksamheten flyttades tillfälligt dit. Byggnaden stod färdig 1913, då butiken också öppnade. De stora butiksfönstren i järnaffären hade fallit av tåget och därför fungerade butiken utan fönsterrutor på försommaren. Carl Johan Hartman dog 1917. Erik Hartman utnämndes till Sveriges biträdande konsul året därpå.
År 1922 sysselsatte företaget 24 personer.
1930-talets lågkonjunktur övervanns till stor del av hyresintäkterna från Hartmans hus. År 1934 steg företagets omsättning över nivåerna före lågkonjunkturen. Erik Hartman, 57, dog på en rekreationsresa till Tyskland 1936. 

### 1936-1970 (Lars Hartman)
Erik Hartman hade beslutat att lämna företaget som ett arv till sin äldste son, Lars, som drömde om en sjökaptens karriär och skickades för att studera vid Business School of London. Han tog också examen från Helsingfors som ekonom från Svenska Handelshögskolan. Lars Hartman blev chef för familjeföretaget 1936. Under Lars Hartmans tid blev företaget en järn- och byggvaruaffär. Företaget grundade sina första kontor utanför Vasa , 1938 i Rovaniemi, där Pohjolan Rauta Oy köptes och i Jakobstad, där Järn Ab - Rauta Oy förvärvades,  
1942 började verksamheten i Karleby, där en majoritetsandel i Alfred Björklunds järnvaruaffär köptes.   Lars Hartman deltog i både vinter- och fortsättningskriget och ledde företaget med hjälp av Emil Öist.   Under andra världskriget måste några av koppartaken taken på kupolerna i Hartmans hus överlämnas till vapenindustrin.
Rovaniemi-kontoret stängdes 1950 och butiken i Jakobstad såldes 1952.  Hartmans söner gick med i företaget, Lars-Erik 1958 och Gustaf 1959.
Företaget blev ett aktiebolag 1964 och året därpå i öppnades en båthall och utombordsmotorverkstad I Vasa.  1967 förstördes källarlagret vid Hartman hus i en våldsam brand. Skadorna uppgick till 1,4 miljoner mark, vilket var Finlands största brandskada det året. En försäljningsenhet öppnades i Seinäjoki 1968. 
Lars Hartman dog vid 66 års ålder 1970.  

### 1970-1999 (Lars-Erik och Gustaf Hartman)

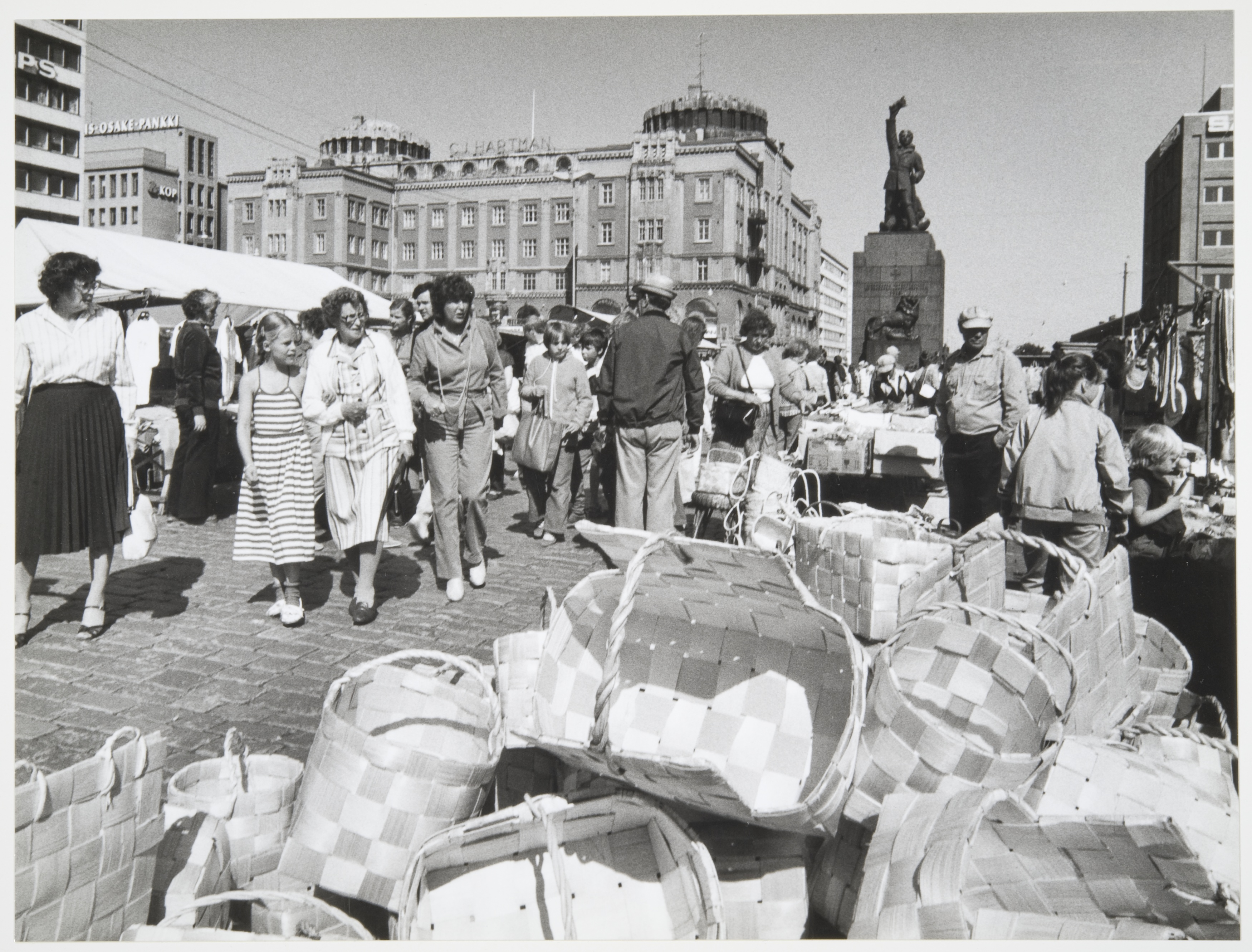
Vasa torg 1981, Hartmans affärshus i bakgrunden

Lars Hartman hade tre barn och hans söner Lars-Erik och Gustaf Hartman löste in sin systers andel av arvet. Oy C.J. Hartman Ab:s VD var Lars-Erik Hartman, Gustaf blev styrelseordförande. Människor i branschen kallade dem "de kloka bröderna från Vasa". På femton år ökade de företagets omsättning med 600 procent. Verksamheten utvidgades till Seinäjoki, en butik öppnades på nytt i Karleby och senare också i Kauhajoki. 1973 öppnades en ny i Liselund.  Det fanns inget annat på platsen vid den tidpunkten, bara en tom betongfabrik. Rörelsen döptes om till Hartmarket.
1981 förvärvades Rakennusmarket Oy från Kauhajoki och ersattes av företagets femte försäljningsenhet. År 1987 började Hartman sälja bilar och byggutrustning förutom byggmaterial eftersom den dåvarande ledningen ansåg att järnvaruhandeln var för sårbar.   Bilar var dock inte det självklara valet, med sex alternativ i slutskedet, inklusive informationsteknik, industriproduktion, högteknologi. Men bröderna bestämde sig för att stanna kvar i det sista och sälja varor och tjänster. En andel i Tietobotnia såldes och Hartman började sälja Volvo, Renault, Mercedes Benz, BMW, Honda, Nissan och Chrysler.  1989 utvidgades bilhandeln genom att förvärva Oy Auto-Haro Ab, som verkade i Karleby, Ylivieska och Jakobstad. Efter transaktionen hade företaget 400 anställda. Båthandeln stängdes.  I november dog Lars-Erik Hartman 57 år gammal. Han och Gustaf hade upprättat en successionsplan där äganderätten till företaget överfördes till fyra kusiner.
År 1990 översteg företagets omsättning för första gången en miljard och uppgick till 1 177 miljoner mark.  Ett nytt bilhus öppnades i Vasa och en stor handelsplats öppnades i Karleby, 1700 kvadratmeter i två våningar. Investeringens värde var cirka 10 miljoner mark. Hartman var den största Rautiamedlemmen. 1991 utsåg Gustaf Hartman Leif Back till vice vd. Hartman var Finlands näst största privata hårdvaruaffär med en omsättning på 624 miljoner mark, men för första gången på flera år var resultatet en förlust. Det hade 325 anställda. Bilhandeln stod för 165 miljoner mark, med en total omsättning på mer än 650 miljoner mark för Hartman-företagen.
Leif Back blev VD 1992  och Oy Veho Ab förvärvade representationskontor i Vasa, Jakobstad och Karleby. 1995 hade företaget 300 anställda. År 1996 omsatte Hartman cirka 1,1 miljarder mark, varav hårdvaruhandeln svarade för mer än 500 miljoner mark. 1997, förutom de två verkliga verksamheterna, hade Hartman en tredje pelare: det ägde mark och fastigheter, såsom en värdefull affärsbyggnad i Vasa centrum, som hade ett eget företag. Hyresgästerna i byggnaden inkluderade Hartman-gruppens administration och serviceenhet. Hartman Järn Oy och Kesko inledde ett samarbetsavtal om järnvaruhandel under året och Hartman gick med i Rautia-kedjan.

### 2000– (Björn Hartman)
År 2000 fortsatte Björn Hartman, Gustafs son, som företagets VD och Leif Back fortsatte som vice VD.   Hartman Hem grundades.  År 2001 införlivades företagets divisioner och samarbetsavtalet mellan Kesko och Hartman avslutades. En onlinebutik inrättades för företagskunder. Hartman sålde sin lastbilsverksamhet 2002  och dess bilverksamhet 2003. Båthandeln startades om 2004 och 2005 grundades företagets femte butik i Tammerfors. 2008 förvärvades Pintaväri från Tammerfors och året därpå förvärvades Pietecs affärsverksamhet från Jakobstad och Seinäjoki.
2011 hade Hartman kontor på fem platser samt import- och försäljningslager i Åbo och Kalajoki samt ett stållager i Härmä. Dess huvudsakliga målgrupp var proffs, inte privata byggare. Förutom bygg- och inredningsvaror tillverkade Hartman småhus och sålde och betjänade båtar. I augusti förvärvade Hartman Järn Oy Oy Woodpro Trading, som sålde träbaserade skivor, fanér eller LVL-produkter och virke. Woodpro omsatte 2010 cirka 6,1 miljoner euro. Företaget omsatte 190 miljoner euro och hade 260 anställda. Företaget ägdes av Gustaf Hartmans söner Björn och Niclas Hartman och deras två kusiner.  
Hartman firade sitt 150-årsjubileum 2012. Ett 150 år gammalt handelsföretag är mycket sällsynt i Finland, och med tanke på att företaget har ägts och drivits av samma familj sedan starten, är det en unik prestation. Företagets sjätte butik öppnades i Esbo. Båtförsäljningen avslutades 2014.  Våren 2016 började ett par års och miljontals euros renovering på Hartmans hus. Fastigheten är skyddad och inga ändringar av fasaden får göras. I samband med fasadrenoveringen byttes alla förzinkade gaveltaksavsnitt på taket till koppar. 
Näthandeln öppen för alla öppnades hösten 2020.
Efter nästan 50 års väntan fick Liselundsområdet en ny aktör när köpcentret Prisma öppnade våren 2022 bredvid Hartman-butiken. Inspirerad av sin granne beslöt Hartman också att renovera. Förvandlingen var omfattande: butiken, lagret och även utomhusområdena renoverades. Solpaneler installerades på taken. Renoveringen kostade cirka tre miljoner euro. I september godkände kommunfullmäktige i Ylöjärvi C.J. Hartmans anbud på en tomt i Kolmenkulma företagspark.

## Organisation
I koncernen ingår, förutom moderbolaget Oy C.J. Hartman Ab dotterbolaget Hartman Järn Ab och systerbolaget Oy Hartman Invest Ab. Hartman Järn har butiker i Esbo, Jakobstad, Karleby, Seinäjoki, och Vasa. Professionella byggare betjänas från kontor i Tammerfors och Esbo.
Företagets VD är Björn Hartman. Förutom Björn Hartman ingår i den femte generationen hans bror Niklas Hartman och deras två kusiner. Ägandet har redan övergått till den sjätte generationen, som består av sju personer. Ingen av dem arbetade för företaget 2022.
Företaget är inriktat på professionella kunder, men har även produkter för privata husbyggare, renovering och inredning. Personalen är uppdelad i olika team som specialiserar sig på produkter som stål, träbaserade paneler, trä, industritjänster och industriella färger.

## Produkter
Hartman Järns huvudsakliga målgrupper är bygg och industri, och dess största kundgrupper är företag inom dessa sektorer, såsom byggföretag, underleverantörer, målningsföretag, metallföretag och båtindustrin, men också kunder inom den offentliga sektorn. Butikerna betjänar dock också konsumentkunder. Produktsortimenten är indelade i huvudproduktgrupper: byggmaterial, trä- och skivprodukter, verktyg och industriprodukter, rengörings- och hygienprodukter samt industrifärger. 